# Jean-François de La Cropte de Bourzac
Pour les articles homonymes, voir La Cropte (homonymie) et Bourzac.
Pour les autres membres de la famille, voir Maison de La Cropte.
Jean-François de La Cropte de Bourzac, né le 29 juillet 1696 et mort le 26 janvier 1766, est un prélat français du XVIIIe siècle. Il est le fils de François-Isaac de la Cropte, comte de Bourzac, et de Maria-Anne de Vangangelt.

## Biographie
Il est nommé abbé de l'abbaye Saint-Martial de Limoges en 1729. Il est vicaire de Limoges quand il est nommé évêque de Noyon en 1733. De la Cropte est un des prélats de la province de Reims, qui sont députés à l'assemblée du clergé de France en 1742. En 1745 il est nommé abbé de l'abbaye du Mont Saint-Quentin, près de Péronne et en  1762 il est élu un des présidents de l'assemblée générale du clergé à Paris. Il est aussi abbé de l'abbaye Notre-Dame d'Ourscamp.
Sa pierre tombale est visible dans la galerie occidentale du cloître de la cathédrale de Noyon